# Römisches Brandgräberfeld Enzen
Koordinaten: 49° 54′ 44″ N, 6° 22′ 39″ O
Das Römische Brandgräberfeld Enzen ist ein römisches Grabfeld in der Ortsgemeinde Enzen im Eifelkreis Bitburg-Prüm in Rheinland-Pfalz.

## Beschreibung
Es handelt sich um eine große Zahl von Brandgrubengräbern, die sich auf einer Terrasse oberhalb der Enz befinden.
Die Brandgräber lassen sich in die mittel- bis spätaugusteische Zeit einordnen und zählen somit zur Epoche der Kelten und Römer.

## Archäologische Befunde
Erste Untersuchungen des Brandgräberfeldes ergaben, dass es sich um rund 79 Gräber handelt. Man fand keine Aschenkisten und auch keine Steinplattenumstellungen, sodass es sich um schlichte Bestattungen handeln muss. Beobachtet wurden jedoch zahlreiche Beigaben aus verschiedenen zeitlichen Epochen, was zeigt, dass die Nekropole über einen längeren Zeitraum genutzt wurde. Die erste Belegung beginnt in mittel- bis spätaugusteischer Zeit, was durch den Fund von Kragenfibeln und Keramik aus der Zeit um Christi Geburt belegt werden konnte. Ein Großteil der Gräber wurde jedoch in claudisch-neronischer Zeit angelegt. Die jüngsten Bestattungen lassen sich in die 70er-Jahre des 1. Jahrhunderts n. Chr. verorten. Hier fand man überwiegend handgemachte Keramik aus der Latènezeit. Auffällig ist besonders die letzte Phase der Belegung. Hier wurden zahlreiche importierte Objekte aufgefunden. Bemerkenswert ist vor allem eine italienische Sigillata. Aufgrund des Umfangs der Nekropole geht man heute von der Existenz einer Siedlungsgemeinschaft in der Nähe aus.

## Erhaltungszustand und Denkmalschutz
Das Brandgräberfeld befindet sich innerhalb eines Waldes und ist nahezu vollständig erhalten. Eine Veränderung durch Rodung oder durch die Landwirtschaft erfolgte aufgrund der Lage nicht.
Das Gräberfeld ist als eingetragenes Kulturdenkmal im Sinne des Denkmalschutzgesetzes des Landes Rheinland-Pfalz (DSchG) unter besonderen Schutz gestellt. Nachforschungen und gezieltes Sammeln von Funden sind genehmigungspflichtig, Zufallsfunde an die Denkmalbehörden zu melden.